# ليا كروز
ليا كروز هي مقدمة تلفزيونية فلبينية، ولدت في 13 يوليو 1985.